# Hypamblys variabilis
Hypamblys variabilis là một loài tò vò trong họ Ichneumonidae.